# Lepanthes volsella
Lepanthes volsella är en orkidéart som beskrevs av Carlyle August Luer och Rodrigo Escobar. Lepanthes volsella ingår i släktet Lepanthes och familjen orkidéer.
Artens utbredningsområde är Costa Rica. Inga underarter finns listade i Catalogue of Life.